# Tyran flammé
Ramphotrigon flammulatum
Espèce
Statut de conservation UICN

 LC  : Préoccupation mineure
Le Tyran flammé (Ramphotrigon flammulatum) est une espèce de passereau appartenant à la famille des Tyrannidae.
Il appartenait initialement au genre Deltarhynchus mais a depuis été transféré au genre Ramphotrigon à la suite d'études phylogénétiques,.

## Description
C'est un oiseau olive à gris-brun avec une poitrine striée gris pâle, une gorge blanche, un bec noir, des pattes gris foncé et des ailes brun foncé. Il mesure entre et 15 et 16,5 cm de long, avec un corps plutôt large. Le mâle et la femelle arborent un plumage similaire.

## Habitat et répartition

### Répartition
Le tyran flammé est endémique de la côte ouest du Mexique, de Sinaloa à l'ouest de Chiapas, et potentiellement au Guatemala. Il occupe une aire de répartition non-continue couvrant aux alentours de 66 000 km².

### Habitat
Il vit dans des forêts de feuillus sèches, ainsi que dans les forêts épineuses arides ou semi-arides. On le trouve généralement entre 1000 et 1400 mètres d'altitude.

## Écologie et comportement

### Comportement
C'est un oiseau qui maraude généralement caché dans les broussailles. Lorsqu'il rencontre un intrus ou lors de la parade nuptiale, il peut relever les plumes de sa tête pour former une huppe.

### Alimentation
Le tyran flammé se nourrit généralement en glanant les insectes sur les feuilles et les brindilles qu'il repère d'un perchoir et capture ensuite en vol.

### Reproduction
Le tyran flammé se reproduit aux alentours de juin chaque année. La femelle pond environ trois œufs, de couleur crème à rosâtre avec des taches brunes, dans un nid en forme de bol situé dans une cavité peu profonde d'un arbre,.